# 李健 (1973年)
李健‌（1973年—），现任荣耀终端股份有限公司首席执行官（CEO）。

## 早年与教育
李健于1973年出生，于1992年进入西安电子科技大学通信工程学院信息工程专业学习，后于1998年攻读该校信息与通信系统专业硕士研究生，获硕士学位‌。

## 职业生涯

### ‌华为时期（2001－2021）‌
2001年加入华为技术有限公司，初期负责海外市场拓展，历任尼日利亚代表处代表、东北欧地区部总裁、美洲片区总裁等职。2017年晋升至华为核心管理层，出任公司监事会成员，并兼任欧洲片区总裁，参与信息与通信技术（ICT）基础设施战略规划及全球干部管理事务。

### ‌荣耀时期（2021年至今）‌
2021年，李健随华为剥离荣耀业务后加入新组建的荣耀终端有限公司，担任副董事长、董事及人力资源部总裁，主导公司组织架构调整与人力资源体系重构。2025年1月17日，正式被任命为荣耀终端CEO，全面负责公司战略规划与全球化运营。

## ‌参考文献
1. 1 2 3  每日经济新闻. . finance.sina.com.cn. 2025-01-20  [2025-03-06].
2. 1 2 3  . www.21jingji.com.   [2025-03-06].
3. ↑  . xyzh.xidian.edu.cn.   [2025-03-06].